# Ethnikos Assia Football Club
O Ethnikos Assia Football Club é um clube de futebol cipriota de Assia, Famagusta, Chipre. A equipe compete no Campeonato Cipriota de Futebol .

## História
O clube foi fundado em 1966.